# J. Emil Sennewald

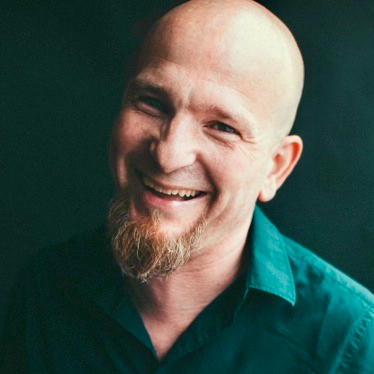
J. Emil Sennewald

J. (Jens) Emil Sennewald (4. Januar 1969 in Bad Nauheim) ist ein deutscher Kunstkritiker und Journalist. Er lebt und arbeitet seit 2000 in Paris.

## Werdegang
J. Emil Sennewald studierte von 1989 bis 1991 Neuere deutsche Sprache und Literatur, Kunstgeschichte, Journalistik und Philosophie an der Justus-Liebig-Universität Gießen und von 1991 bis 1996 an der Universität Hamburg. Nach Erhalt des Magister-Abschlusses arbeitete er, seit 1988 als Journalist und Publizist im Kunstfeld tätig, für die Pressestelle der Hamburger Kunsthalle, bis er 1998 den Ruf zu einer Promotion an der Universität Hamburg annahm. Diese schloss er mit einer Doktorarbeit zur Poetik der „Kinder- und Hausmärchen, gesammelt durch die Brüder Grimm“ im Jahr 2002 an der Universität Hamburg bei Marianne Schuller ab. Die Publikation der international wahrgenommenen Arbeit folgte 2004 beim Verlag Königshausen und Neumann.
Seit 2000 lebt und arbeitet er in Paris, wo er gemeinsam mit der Autorin Andrea Weisbrod „café au lit“ gründete, einen Projektraum, in dem zeitgenössische Kunst und, lange vor Online-Privat-Beherbungs-Agenturen, Übernachtungsmöglichkeit und zeitgenössische Kunst verknüpft wurden. Von 2001 bis 2013 kuratierte J. Emil Sennewald für „café au lit“ Ausstellungen mit internationalen Künstlern. Für seine Präsentation der Arbeit von Agnès Geoffray (FR) wurde J. Emil Sennewald im Jahr 2016 mit dem französischen Preis für Kunstkritik „Prix AICA France“ ausgezeichnet. Von diesem ausgehend entstanden mit Agnès Geoffray eine Publikation und zwei Ausstellungen mit dem Titel „Before the eye lid's laid“, im Centre photographique d'île-de-France, Pontault-Combault und im Point du jour, Cherbourg (17. Juni bis 21. Oktober 2018). Mitglied in der deutschen Gesellschaft für Ästhetik (DGÄ), präsentierte er auf dem DGÄ Kongress „Ästhetik und Erkenntnis“ unter dem Titel „Afterheroismus“ einen Beitrag zu Dieter Roths Künstlerbuch „Mundunculum“.
Als Kunstkritiker und Journalist verfasste J. Emil Sennewald zahlreiche Katalogbeiträge und Artikel für Kunstpublikationen und Zeitungen in Deutschland, Österreich und der Schweiz.
Im Jahr 2012 nahm J. Emil Sennewald, nach ersten Lehrerfahrungen in Hamburg und Paris, den Ruf als Lehrer an der École supérieure d'art de ClermontMétropole (ÉSACM) an, wo er seit 2018 als ordentlicher Professor Philosophie und Kunsttheorie unterrichtet. Seit 2008 entwickelt er seine Lehrtätigkeit international mit Lehraufträgen an der Universität Sorbonne Nouvelle Paris 3, sowie regelmäßiger Lehre an der F+F Schule für Kunst und Medien (Zürich) und eine Gastprofessur an der École de design et haute école d’art (édhéa) in Sierre (Schweiz) im Jahr 2022 / 2023. Über Vorträge, Workshops und Masterclasses unter anderem an der Université Paris 8, der Université Lumière-Lyon-II, der École supérieure d'art de Lorraine in Metz, der École supérieure des beaux-arts de Montpellier (MO.CO. Esba) sowie der Zürcher Hochschule der Künste (ZHdK), der Haute école d'art et de design Genève (HEAD) bis hin zu Residenzaufenthalt und Lehre im Kunstzentrum Le Centre (Cotonou, Benin) brachte er seine Kenntnisse des Kunstfeldes und dessen theoretischer Fragestellungen speziell in Bezug auf Ausstellen und Aussetzen international ein. Diese sind das Ergebnis seine Lehre und publizistische Arbeit begleitender Kunst-Forschungen. Zunächst als Mitherausgeber des zwischen Kunst und Humanwissenschaften vermittelnden Projekts "arts et sciences en recherche transversale Erkundungen in Kunst und Wissenschaft", das Vorträge und Studientage veranstaltete, eine website unterhielt und, mit Unterstützung der Deutsch-französischen Hochschule als Jahrbuch erschien (2005 und 2006). Die hier verfolgten Studien führten seine Forschungsarbeit zum Komplex der Ausstellung: Initiator und Leiter (mit Jacques Malgorn) der Forschungsgruppe „surexpositions“ an der ÉSACM und Mitherausgeber des Jahrbuchs "Epokä", verantwortete er zudem, von 2015 bis 2018 als Kodirektor Konzeption und Leitung der Forschungsgruppe „ENSADLab Displays“, an der École nationale supérieur des Arts Décoratifs (ENSAD) in Paris. Aktuell forscht J. Emil Sennewald zu Rekonstruktionen als Künstler.innen-Identität unter Berücksichtigung der Bedingungen des modernen Menschen.

## Werke
- "Epokä – Faufilés", Revue #Z der Forschungsgruppe "surexpositions", ÉSACM: Clermont-Ferrand 2021
- "Epokä – exposer, s’exposer", Revue #0 der Forschungsgruppe "surexpositions", ÉSACM: Clermont-Ferrand 2019
- „Before the eye lid's laid“, Agnès Geoffray, La Lettre Volée: Brüssel 2017
- „Feuilles volantes pour Jean-Christophe Norman“, cat. "terre à terre", MAC/VAL: Vitry-sur-Seine 2017
- „ZE#6 [Zone d’expérimentation]“, Marie Lelouche, Thibault de Gialluly u. v. a., Astérides: Marseille, 2014.
- "arts et science en recherche transversale Erkundungen in Kunst und Wissenschaft" (Hg. mit Kerstin Hausbei, Franck Hofmann, Nicolas Hubé), Ein europäisches Jahrbuch, Nr. 2: Erfahrungsräume – Configurations de l'expérience, Fink: München 2006
- "arts et science en recherche transversale Erkundungen in Kunst und Wissenschaft" (Hg. mit Kerstin Hausbei, Franck Hofmann, Nicolas Hubé), Ein europäisches Jahrbuch, Nr. 1: compréhension – distanciation, Fink: München 2005
- "Raum – Dynamik / dynamisme d'espace, Beiträge zu einer Praxis des Raums / contributions aux pratiques de l'espace" (Hg. mit Franck Hofmann und Stavros Lazaris), transcript: Bielefeld 2004
- „Das Buch, das wir sind. Zur Poetik der "Kinder- und Hausmärchen, gesammelt durch die Brüder Grimm"“, Königshausen&Neumann: Würzburg 2004